# Didier Desremeaux
Didier Desremeaux est un joueur de football français né le 10 décembre 1943 à Wahagnies. Très puissant, il évoluait au poste de défenseur central.

## Biographie
Didier DESREMAUX est né le 10 décembre 1943 à Wahagnies, dans le Nord de la France. Très tôt, il se passionne pour le football, un sport qui deviendra une vraie vocation. Solide, mesurant 1,85 m pour 85 kg, il joue au poste de défenseur central. Il est connu pour son sérieux, sa force physique et son sens du jeu défensif.
Sa carrière débute en 1961 au CO Roubaix-Tourcoing, un club de sa région natale. Il poursuit ensuite sa progression au Limoges FC, puis rejoint en 1967 les Girondins de Bordeaux, où il vivra les plus grands moments de sa carrière. C’est avec Bordeaux qu’il dispute la finale de la Coupe de France en 1968 contre l’AS Saint-Étienne, dans un stade mythique, celui de Colombes. Ce jour-là, il porte le numéro 4. Même si Bordeaux s’incline 2 à 1, Didier marque les esprits par sa solidité défensive. Il est aussi sélectionné chez les espoirs de l’équipe de France, ce qui témoigne de son haut niveau.
Après Bordeaux, il joue pour Angoulême, Strasbourg, puis termine sa carrière à l’Olympique Avignonnais en 1976. Partout où il passe, il laisse le souvenir d’un joueur rigoureux, respecté et engagé, aussi bien sur le terrain que dans la vie.
Aujourd’hui, Didier Desremaux reste une figure marquante pour sa famille et pour tous ceux qui l’ont connu à travers le football. Son parcours inspire par son humilité, sa ténacité et la passion qu’il a mise dans chacun de ses engagements. Sa trace dans le monde du sport est toujours bien vivante, et ses proches sont fiers de porter son histoire.

## Carrière
- 1961-1962 : CO Roubaix-Tourcoing
- 1962-1967 : Limoges FC
- 1967-1972 : Girondins de Bordeaux
- 1972-Jan. 1973 : AS Angoulême
- Jan. 1973-Juin 1973 : RC Strasbourg
- 1973-1974 : AS Angoulême
- 1974-1976 : Olympique avignonnais[1]

## Palmarès
- International espoirs français
- Finaliste de la Coupe de France en 1968 avec les Girondins de Bordeaux